# Ambigolimax
Ambigolimax is een geslacht van weekdieren uit de klasse van de Gastropoda (slakken).

## Soort
- Ambigolimax valentianus (A. Férussac, 1822)